# اتو رسلر

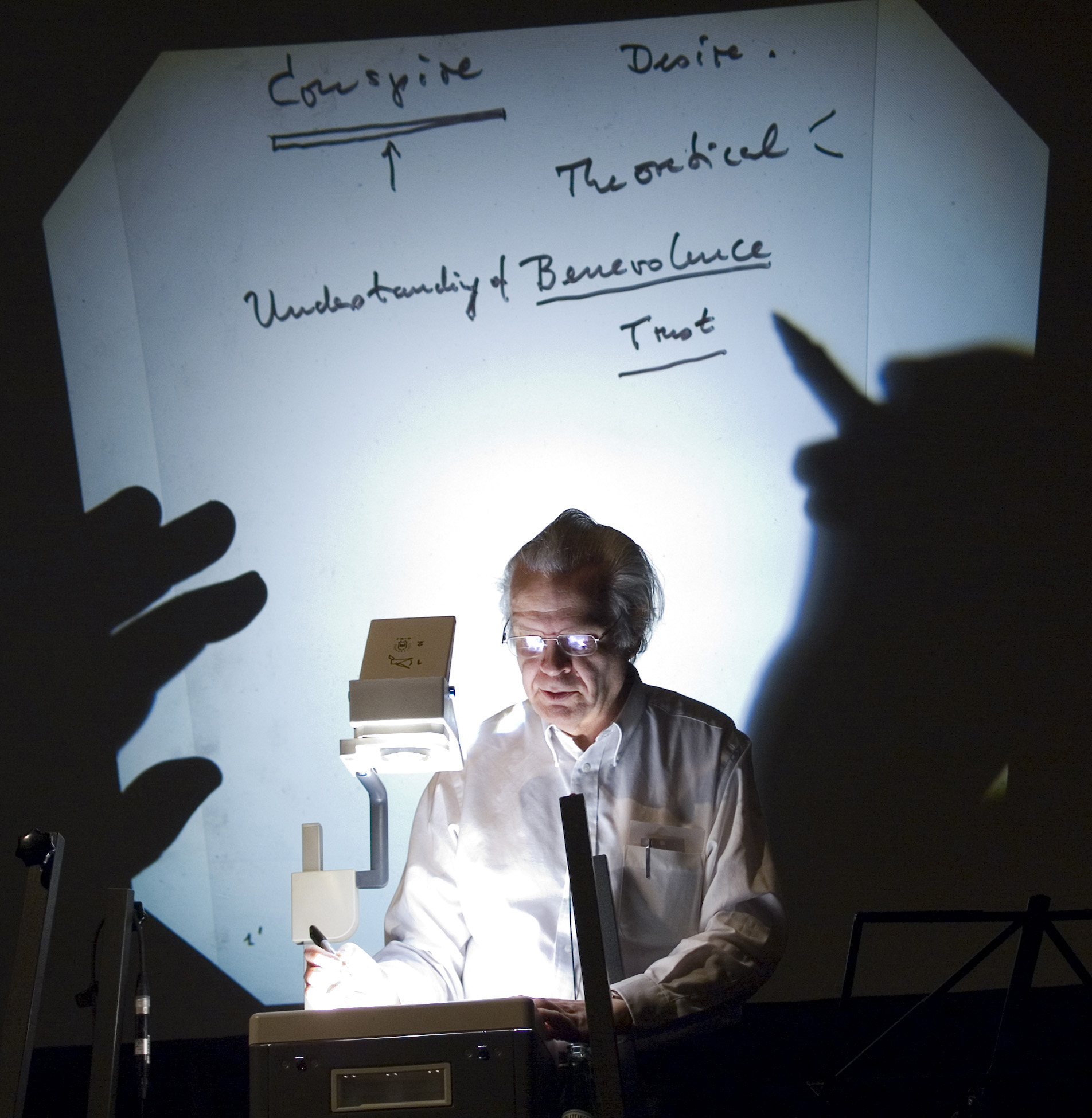
اتو رسلر در ترنس مدیال سال ۲۰۰۸

اتو رُسلر زیست‌شیمی‌دان اهل آلمان و متولد سال ۱۹۴۰ می‌باشد. او بخاطر کار روی نظریه آشوب و جاذب رسلر شناخته شده است.
در سال ۲۰۰۸، او در زمینه برخورددهنده هادرونی بزرگ، ترس از ایجاد سیاه‌چاله داشت و اعتراضی برای توقف کار آن را دنبال نمود که رد شد.